# Synagoga Ohel Abraham
Synagoga Ohel Abraham, dřívější název synagoga v ulici Montevideo (fr. Synagogue de la rue de Montevideo) je synagoga v Paříži. Nachází se na adrese Rue de Montevideo č. 31 v 16. obvodu. Ortodoxní synagoga je nezávislá na centrální konzistoři.

## Historie
Zdejší židovská obec byla založena v roce 1893 pod názvem Société du culte traditionnel israélite (Společenství tradičního izraelitského kultu).
Dlouholetým rabínem byl Jean Schwarz, kterého v roce 1972 vystřídal rabín Daniel Gottlieb (1939-2010), který vedl obec do prosince 2002.